# Lake City (Arkansas)
Lake City – miasto w Stanach Zjednoczonych, w stanie Arkansas, nad rzeką Saint Francis River, ośrodek administracyjny (jeden z dwóch, obok Jonesboro) hrabstwa Craighead.